# Relaciones Suiza-Uruguay
Las relaciones Suiza-Uruguay son las relaciones exteriores entre la Confederación Suiza y la República Oriental del Uruguay. Ambos países comparten una larga historia de relaciones económicas mutuas, y establecieron relaciones diplomáticas en 1828. Uruguay se convirtió en un destino popular para emigrantes suizos a partir de la década de 1860. En el siglo XX, Uruguay ha mirado a Suiza como un modelo de gobierno, los lazos históricos y culturales se remontan al menos al siglo XIX. En 2008 había 956 personas con pasaportes suizos que residían en Uruguay. Uruguay fue descrito como la "Suiza de las Américas" en un artículo de 1951 "New York Times" por su popularidad como un refugio para el capital huyendo de Europa en ese momento y su adopción de las leyes bancarias de inspiración suiza. Thomas J. Knight también escribió que "Uruguay ha sido durante la mayor parte de su historia la 'Suiza' de Sudamérica".

## Historia
En 1860 el banco de Siegrist und Fender compró terrenos agrícolas en Uruguay. No pasó mucho tiempo antes de que los primeros ciudadanos suizos se trasladaran a Uruguay con el objetivo de trabajar la tierra como agricultores donde fundaron la colonia de Nueva Helvecia hacia 1862. En 1931, Uruguay pidió un sistema parlamentario de estilo suizo.
Durante ambas guerras mundiales, Suiza actuó como intermediario entre Uruguay y Alemania. Cerca del final de la Primera Guerra Mundial, en 1918 y tras un incidente en el que un submarino alemán capturó una delegación enviada por Uruguay a Francia, "Uruguay provocó que Alemania se preguntara por Suiza, si Alemania entendía que existía un estado de guerra entre los dos países . " De nuevo, durante la Segunda Guerra Mundial, Suiza, representó a Uruguay en Alemania, Italia, Hungría y Francia.
Una Cámara de Comercio Suiza ha estado en Uruguay desde 1944. Después de la guerra de Corea, Uruguay adoptó las leyes bancarias de estilo suizo y se convirtió en la "Suiza de las Américas".
Las exportaciones suizas a Uruguay en 2008 fueron de 127,6 millones de francos suizos y las importaciones suizas en 2008 fueron de 66 millones de francos suizos.

## Embajadas y consulados

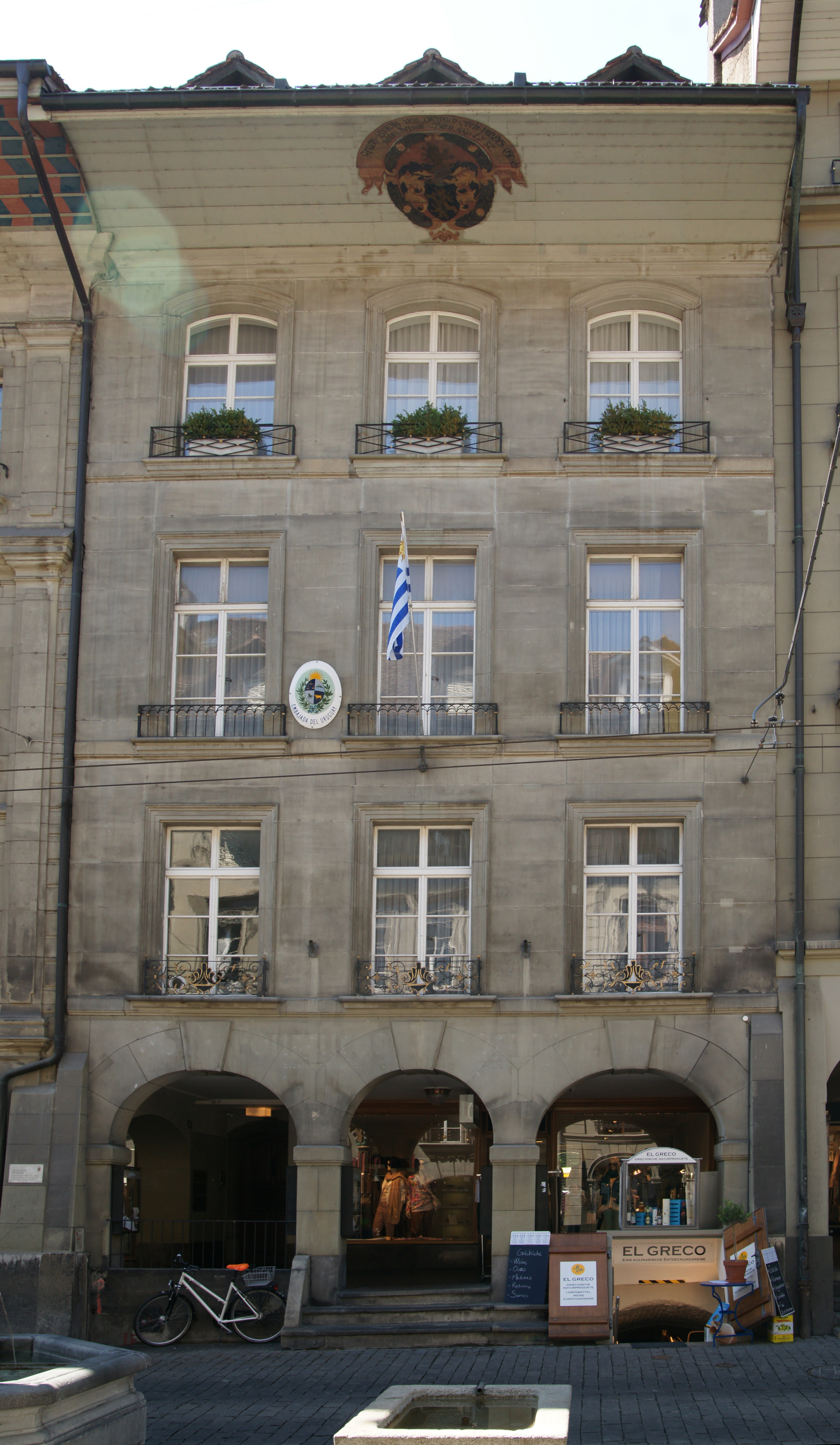
La embajada de Uruguay en Kramgasse en Berna.

Uruguay tiene una embajada en Berna, un consulado general en Ginebra y un consulado honorario en Basilea. Desde 1947, Suiza tiene una representación diplomática en Montevideo.
Representaciones suizas en Montevideo:[cita requerida]
- 1859 - vice-consulado[2]
- 1864 - consulado
- 1921 - consulado general
- 1947 - legación[2]
- 1963 - embajada

## Población
Nacionales uruguayos residentes en Suiza. Esto no incluye doble ciudadanía.
| Año  | Población |
| ---- | --------- |
| 1995 | 688       |
| 2000 | 563       |
| 2005 | 491       |
| 2007 | 478       |

## Acuerdos bilaterales
- Tratado de extradición del 27 de febrero de 1923.
- Acuerdo comercial de 4 de marzo de 1938.[1]
- Acuerdo de transporte aéreo de 16 de septiembre de 1960.[14]
- Acuerdo de promoción y protección de las inversiones de 7 de octubre de 1988, entrada en vigor el 22 de abril de 1991.[1][15]